# XCOM: Enemy Unknown
XCOM: Enemy Unknown je tahová strategie vyvinutá firmou Firaxis Games a vydaná v roce 2012 společností 2K Games. Oproti dříve oznámené týmové FPS hře XCOM od studia 2K Marin se jedná o modernizovaný remake prvního dílu série UFO: Enemy Unknown.

## Vývoj
Vývoj hry začal v roce 2008 jako vysokorozpočtový projekt s týmem 50-60 lidí. Prototyp hry byl prakticky přímočarý klon UFO: Enemy Unknown s veškerými původními herními vlastnostmi. Tyto vlastnosti byly v dalších revizích upravovány, odstraňovány či byly přidávány zcela nové herní prvky. Tým vytvářející GUI hry byl rozdělen na dvě části, které samostatně tvořili rozhraní verze pro PC a konzolových vydání.
Samotná hra byla veřejnosti odhalena 5. ledna 2012 v časopise Game Informer. XCOM: Enemy Unknown byl vyvíjen nezávisle na hře XCOM od studia 2K Marin, a přestože oboje hry se odehrávají v odlišných světech, oba týmy udržovaly vzájemný kontakt. Je to také první hra od Firaxisu, která nemá v názvu jméno Sida Meiera.

## Příběh
Na planetě Zemi se čím dál častěji objevují mimozemšťané, jejich akce jsou stále agresivnější a občas dojde k únosům nevinných civilistů. Nejmocnější státy světa se rozhodnou založit nadnárodní organizaci XCOM (zkratka z anglického Extraterrestrial Combat Unit) pro boj s těmito vetřelci. V tuto chvíli vstupuje do děje hráč; XCOM musí prokázat, že je schopný mimozemšťany porazit. Hra proto začíná prvním výsadkem, ve kterém je třeba eliminovat všechny nepřátele, jinak hra okamžitě končí. V případě úspěchu se děj přesunuje na tajnou základnu XCOMu, kde se hráč seznamuje se třemi důležitými postavami: dr. Vahlenovou (výzkum), dr. Shenem (výroba) a důstojníkem Bradfordem (řízení misí).
Prvním úkolem je sestřelit UFO, následně u něj provést výsadek, zabít všechny nepřátele a zjistit maximum informací. Poté je třeba vyzkoumat speciální zařízení zvané obloukomet a s ním zajmout živého mimozemšťana. Jeho výslechem hráč zjistí polohu tajné mimozemské základny na Zemi, ale k proniknutí skrze její zabezpečovací systém je třeba kostěný klíč: ten lze získat pouze zajetím krystalické bytosti, která pilotuje menší Ufa. Po dobytí základny se jednotky XCOMu zmocní hypervlnného relé, pomocí kterého komunikují níže postavení mimozemšťané s těmi výše postavenými. Hráč musí postavit vlastní hypervlnné relé, aby zjistil polohu mateřské lodi mimozemšťanů, jenže se nachází na oběžné dráze kolem Země.
V závěrečné části hry se začnou objevovat psychicky nadaní ufoni, velící Sektoidi a Etheralové. Je třeba je pitvat, následně postavit psionickou laboratoř, u jednoho z vojáků objevit psychické nadání a toho vybavit speciální psionickou zbrojí. Poslední akcí celé hry je útok na mateřskou loď, kdy hráč se svými vojáky projde celou její délkou, zabije všechny druhy mimozemšťanů, na které ve hře narazil a nakonec i nejvyššího etherala. V závěrečném animovaném filmu pak neovladatelná loď začne kolabovat, což by vyústilo ve vytvoření černé díry a zánik Země. Voják s psychickými schopnostmi převezme ovládání lodě, odletí s ní na vyšší oběžnou dráhu a ta následně exploduje.

## Princip hry
Hráč je v roli absolutního vládce organizace X-COM, která má za úkol chránit zemi před mimozemskými cizáky. Hra je rozdělena na dvě části, ekonomicko-budovatelskou a bojovou, která se skládá z tahů.

### Budovatelská část
Tato část hry se příliš neliší od původního Ufa: lze zde zkoumat, vyrábět, stavět, vylepšovat techniku, povyšovat a vyzbrojovat vojáky atd. Přísun peněz ovšem tentokrát závisí na satelitním pokrytí daného státu. Je třeba proto na ně vypouštět satelity, čímž se také snižuje panika v oblasti.

#### Základna
Bázi lze mít na rozdíl od původního Ufa pouze jednu tam, kam ji hráč umístí na začátku hry. Na dalších kontinentech pak existují jen letecké základny, ze kterých startují stíhači, kteří sestřelují nepřátelské lodě. Výběr umístění základny je důležitý, protože každý kontinent přináší jiné bonusy. Báze se nachází v podzemí a skládá se z maximálně pěti podlaží, přičemž na začátku je k dispozici pouze první. Čím hlouběji se kope, tím vyšší je za to cena. V každém podlaží je 6 jeskynní (3 vlevo a 3 vpravo), do kterých lze umisťovat jednotlivé provozy. Uprostřed nahoře je Řízení misí, pod ním pak jednotlivé spojovací výtahy. Provozy lze rozdělit do několika kategorií:
- Výroba elektrické energie (generátor, parní generátor, eleriový generátor) – Všechny provozy potřebují energii, která se získává zde. Generátor je levný, ale málo výkonný; parní generátor výkonnější, ale lze ho stavět jen na místech označených "pára". Eleriový generátor je nejvýkonnější, jenže je k jeho stavbě třeba mnoho inženýrů a vyzkoumaný prvek "Elerium".

Pokud se dvě elektrárny nachází vedle sebe (horizontálně i vertikálně), hráč dostane bonus za toto spojení; toto pravidlo se vztahuje i na některé další provozy (dílny, laboratoře atd).
- Satelity (satelitní propojení, satelitní nexus) – Všechny satelity, které hráč vypustí na oběžnou dráhu, je třeba sledovat. Satelitní propojení zvládne dva satelity (eventuálně tři díky bonusu za přilehlost, viz Výroba energie), satelitní nexus 4 (plus 1).

- Laboratoře, dílny – Zde se zkoumají a vyrábí nové technologie, přičemž kapacita dílny (laboratoře) není omezena, pro dokončení hry stačí jedna jediná. Jejím postavením hráč získá 4 vědce (inženýry), což je vlastně jediný přímý způsob, jak je získat, na rozdíl od původního Ufa si je nelze koupit.

- Slévárna – Spadá pod dílny, zde se upravují a dále vylepšují zbraně, vybavení, nástroje pro S.T.P.V. atd.

- Důstojnická škola – Slouží k nákupu vlastností vylepšujících jak vojáky samotné, tak celého výsadku jako celku.

- Psionická laboratoř – Pro dokončení hry je nezbytné odhalit u některého z vojáků silné psychické nadání. Testování vojáků probíhá právě v této místnosti.

- Gollopova komora – Zařízení využívají hypervlnné relé, díky kterému je možno sledovat veškerou mimozemskou aktivitu na Zemi a také zaměřit polohu Chrámové lodi.

#### Výzkum
Na rozdíl od původního Ufa lze zkoumat vždy pouze jednu věc, na druhou stranu jde výzkum přerušit a kdykoliv na něj znovu navázat, aniž by bylo nutno začínat úplně od začátku. Rychlost pak závisí na celkovém počtu vědců. Všechny technologie lze zařadit do těchto kategorií:
- Pitvy – Pitváním všech druhů mimozemšťanů lze odhalit jejich silné a slabé stránky, genetické úpravy a technologické implantáty. Ty pak lze zpětně využít i u vlastních vojáků, případně stíhaček.

- Zbraně – Laserové a plazmové, příruční i palubní. V pozdějších fázích hry se jednotky bez těchto zbraní neobejdou, mají vyšší účinnost i přesnost, ale jsou poměrně drahé (hlavně plazmové zbraně).

- Zbroje – Životy vojáků a jejich zkušenosti je nutno chránit za každou cenu, a k tomu slouží osobní zbroje. Některé typy pouze přidávají počet životů (zbroj Titán), další třeba vystřelovací hák (zbroj Kostlivec) nebo možnost zvýšit psychické vlastnosti (psionická zbroj).

- Technologie UFO (zdroj energie UFO, elerium, navigační počítač, cizácké slitiny atd.) – Některé věci nelze získat vlastní výrobou a je třeba je ukořistit z cizáckých plavidel. Jejich důkladné prozkoumání stojí na začátku jejich dalšího použití, tentokrát ve službách jednotek XCOM.

#### Výroba
Vyrábět jdou jen věci, které jsou předtím vyzkoumány, ale zase jich lze vyrábět i několik naráz. Některé jednodušší jsou vyrobeny okamžitě, složitější pak za několik dní, přičemž znovu závisí na počtu inženýrů. Rovněž platí, že čím více je jich vyrobeno, tím jsou levnější.
- Slévárna – Zde se především vylepšují jednotlivé komponenty (zaměřovač, medikit, dobíjení zbraně, vylepšení pistole), ale také experimentální druhy válečnictví jako zajímání Dronů, neviditelné satelity, zrychlené opravovaní a podobně.

#### Kasárna
Kromě návštěvy památníku padlých vojáků se zde především vyzbrojuje a vybavuje pěchota, a také rozdělují psychické dovednosti a povýšení. Každý voják začíná jako nováček a jeho schopnosti určují čtyři vlastnosti, body zdraví, vůle, obrana a míření. Již na začátku je mu také určena některá ze čtyř základních tříd: útočník, podpora, ranař nebo odstřelovač. S prvním povýšením je tato třída odhalena a od této chvíle si hráč může vybírat pouze ze schopností pro danou třídu. Při pěti povýšeních ze sedmi hráč dostane na výběr mezi dvěma možnosti a může si tak zvolit, jakým způsobem bude danou jednotku používat.
- Útočník – Expert na boj zblízka se pohybuje v první linii, takže dostává nejvíc zásahů, ale zase má nejvíc životů. Jeho zbraněmi jsou brokovnice, později rozptylový laser a slitinové dělo, ale nepohrdne ani obyčejnými útočnými zbraněmi.

- Ranař – Specialista na výbuchy a těžké zbraně. Malou mobilitu a nízkou přesnost primární zbraně vynahrazují silným plošným účinkem raketometu a granátů.

- Podpora – Jak už název napovídá, poskytují podporu ostatním vojákům. Kouřovými granáty, léčením zranění nebo třeba krycí palbou.

- Odstřelovač – Jejich hlavní doménou je boj na dálku, takže mnoho nevydrží, zato likvidují nepřátele s děsivou přesností. Protože se jako jediný typ nemohou pohnout a pak střílet, je dobré je pro tyto situace vybavit pistolemi.

Po postavení Důstojnické školy lze také některé "týmové " vlastnosti dokoupit: rozšíření družstva až na 6 členů, rychlejší léčení zranění po bitvě, více zkušeností za zabití atd. Kromě peněz je také třeba dosáhnout na určitou úroveň v povýšení; například rychlejší léčení je k dispozici až poté, co některý z vojáků dosáhne hodnosti Poručíka (Lieutnant).

#### Hangár
Přesuny, najímání a vyzbrojování stíhaček. V každé základně může být libovolný počet stíhaček, které jsou v základu vybaveny neomezeným počtem střel typu Lavina, kterou jsou ovšem velmi slabé. S postupujícím výzkumem jsou k dispozici zbraně, které mají vyšší účinnost, kratší dobu nabíjení a delší dostřel. Přezbrojení z jednoho typu munice na druhý trvá 24 hodin.

#### Řídící místnost
Odtud se vypouští satelity a přijímají tajné mise typu zneškodnění bomby, záchrana vědce atd. Také lze zde prodat věci ukořistěné mimozemšťanům, a to jak jednotlivým státům, tak na šedém trhu. Je třeba si dávat pozor, aby nebyly prodány věci, které ještě nebyly prozkoumány, protože pak by výzkum nebyl možný.

### Bojová část
Tato část hry doznala podstatných změn, i když rozdělení kol ve stylu hráč-nepřítel-hráč-nepřítel a tak dále stále platí. V Ufu měla každá jednotka určitý počet času, během kterého mohla dělat cokoliv až do jeho vyčerpání. V XCOMu je každý tah jednotky rozdělen na dvě části, je tedy možné se přesunout a střílet nebo se posunout o dvojnásobnou vzdálenost. Přitom je třeba si ovšem dávat pozor na akce, jenž automaticky ukončují kolo dané jednotce, sem patří střelba (až na určité výjimky), nastavení hlídkování, přebití zbraně a další. Zbraně ani vybavení nelze mezi jednotkami měnit, ani je v průběhu mise získávat od nepřítele.
Nově byl zaveden systém krytí, kdy jednotka může být ve třech pozicích: bez krytu, v polovičním a úplném. Důležitý je také směr krytu, protože plný z jedné strany nechrání při palbě z boku a je dobré toho využívat. Od velikosti krytu se odvíjí procentuální úspěšnost při palbě na protivníka, kromě toho se při výpočtu bere v potaz i vzdálenost od něj.
Prostředí a objekty v něm lze ničit. Vozidla, jako jsou automobily, náklaďáky a tanky lze přivést k explozi a tím zranit nebo dokonce zabít protivníka, ale také vlastní vojáky. Vyvýšené pozice poskytují bonus k míření, naopak nízké ho snižují.

#### Mise
Příprava každé mise začíná na základně, kde si hráč vybere jak vojáky, tak jejich výzbroj a vybavení. Po příletu na místo jsou jednotky vysazeny na prostoru 3x8 políček, který je ohraničení modrou barvou a který zároveň slouží jako únikový prostor pro evakuaci. Jako první je vybrán velitel jednotky, ale lze hýbat jakýmkoliv vojákem. Ti postupují dále mapou a plní úkoly, které po nich hráč vyžaduje. Mise končí buď tak, že jsou splněny všechny úkoly, nebo jsou všichni vojáci zabiti, nebo je libovolný počet jednotek evakuován, ale v tomto případě hráč přijde o všechny, které na místě nechá. Typy misí:
- Sestřelení nebo přistání UFO – Primárním cílem je zlikvidovat všechny nepřátele na místě, eventuálně pak nezničit a získat cizácké komponenty, případně nepřátele zajmout.
- Cizácký teror – Mimozemšťané napadnou jedno město, úkolem je zabít všechny nepřátele a zároveň zachránit co nejvíc civilistů.
- Únosy mimozemšťanů – Žádost přichází vždy ze tří míst současně a je třeba si jedno z nich vybrat. Cíle jsou stejné jako v případě sestřelení Ufa.
- Speciální mise – Hlavní cíl je zneškodnit bombu nebo eskortovat důležitého vědce, eliminace nepřítele je pouze doplňkovým cílem, bez toho ovšem stejně misi úspěšně dohrát nejde.
- Útok na cizáckou bázi a Chrámovou loď – Je třeba projít celou mapou až na její konec a zde eliminovat hlavního mimozemšťana.

## XCOM: Enemy Within
12. listopadu 2013 společnost Firaxis vydala datadisk ke hře pod názvem XCOM: Enemy Within pro platformy 	Microsoft Windows, OS X, PlayStation 3, Xbox 360, i když původně měl vyjít o tři dny později. Koncept hry, grafika, délka i obtížnosti zůstali víceméně stejné, přibylo 47 nových map a staré byly přepracovány. Také přibyly cizojazyčné hlasy pro vojáky (již nejde měnit vojákovu národnost), nové typy granátů a vybavení. Objevují se dva nové typy nepřátel, Mechtoid (Sectoid vsazený do MECa) a Seeker (robotická chobotnice specializující se na osamělé vojáky, kterým se obmotá kolem krku a začne je dusit). Kromě těchto drobných změn přibyly dvě hlavní; organizace EXALT a látka zvaná Meld, která umožňuje genetické úpravy a vznik MECů.
- EXALT – Lidská organizace objevující se od třetího měsíce, která kolaboruje s mimozemšťany a jejím cílem je sabotovat a narušovat operace jednotek XCOM. Ze začátku jsou její jednotky početné, ale poměrně slabé, později s genetickými úpravami a lepší výzbrojí nabývají na síle. Cílem hráče je najít tajnou základnu EXALTu a jediným útokem ji vyřadit ze hry.
- Meld – Tato mimozemská látka obsahuje nanosondy, které modifikují DNA nebo vytvářejí v živém organismu umělé konstrukce. Na většině map se nachází dva kontejnery s Meldem, a aby je hráč získal, musí s vojákem dojít až k němu a následně ho stabilizovat. Proto je nutné postupovat při dobývání map co nejrychleji, kanystry se po určité době destabilizují a látka je ztracena, stejně tak po úmyslném nebo neúmyslném zničení schránky.

V Mechanické laboratoři, která spadá pod Výrobu, jsou vojákovy odebrány všechny končetiny a nahrazeny protetickými náhradami. Tento voják je následně vsazen do obrovského, těžce vyzbrojeného MEChu, k jehož výrobě je Meld potřeba. Výhodou je velká palebná síla a množství životů, nevýhodou nulové krytí. Pro vojáka obsluhujícího MECHa se otevírá jiný systém výhod plynoucích z jeho povyšování.
V Genetické laboratoři spadající pod Výzkum se vojákům vylepšují jejich vnitřní orgány: mozek, kůže, oči, svaly a oběhový systém. Každý orgán má dva druhy vylepšení, naráz lze pracovat pouze na jednom stupni.
- Speciální mise – Přibyly dvě pevně dané mise. První je útok chrysalidů na rybářskou vesnici, kde se hráč probojuje na druhý konec mapy, kde aktivuje naváděcí signál a následně během 8 kol musí s co největším počtem jednotek dosáhnout evakuační zóny. Druhou je útok na základnu XCOM, při které má k dispozici pouze několik vycvičených jednotek a několik nováčků. S nimi musí zlikvidovat všechny nepřátele, v opačném případě je základna zničena a hra končí.

## Ocenění
V hráčském hlasování v anketě INVAZE 2013 na herním webu Hrej.cz obsadil XCOM: Enemy Within 1. místo v kategorii Nejlepší strategie se ziskem 236 hlasů (23%).